# Steven R. McQueen
Steven R. McQueen, all'anagrafe Steven Chadwick McQueen (Los Angeles, 13 luglio 1988), è un attore statunitense.
È noto per aver interpretato Jeremy Gilbert nella serie televisiva The Vampire Diaries; nel 2018 riprende il suo ruolo nella serie spin-off Legacies.

## Biografia
Nipote del celebre attore Steve McQueen e figlio dell'attore e produttore Chad McQueen, inizia la sua carriera in televisione interpretando il ruolo ricorrente di Kyle Hunter in Everwood. La sua carriera continua tra televisione, cortometraggi e progetti indipendenti, proprio per il cortometraggio Club Soda vince il premio come miglior attore al Beverly Hills Film Festival.
Nel 2008 prende parte al film televisivo Gli esploratori del tempo, mentre dal 2009 diviene noto per il ruolo di Jeremy Gilbert nella serie televisiva The Vampire Diaries, ruolo che ricopre fino al 2015. Nel 2010 interpreta il figlio della protagonista, Elisabeth Shue, nel film horror Piranha 3D di Alexandre Aja. Tra il 2015 e il 2016 ha interpretato il ruolo di Jimmy Borelli nella quarta stagione e nei primi due episodi della quinta nella serie televisiva Chicago Fire.

### Vita privata

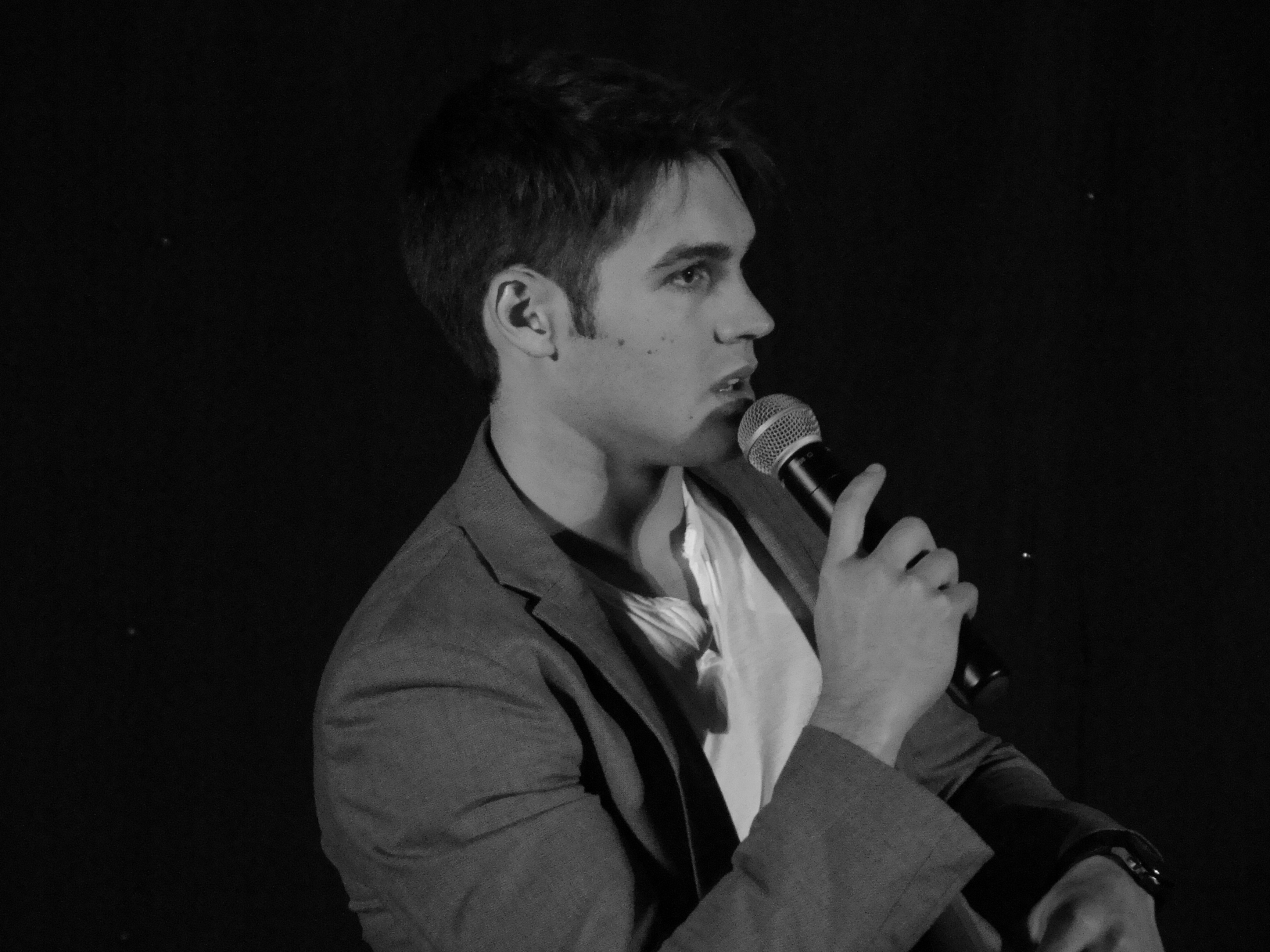
McQueen nel giugno 2012

Il 25 gennaio 2018 McQueen ha annunciato il suo fidanzamento con la modella Alexandra Silva, attraverso il social media Instagram, con una foto in bianco e nero insieme alla citazione "Ha detto di sì", ma il loro fidanzamento è stato annullato a maggio 2018.

## Filmografia

### Cinema
- Club Soda, regia di Paul Carafotes - cortometraggio (2006)
- Stories USA, regia di David Brooks, Paul Carafotes, M. Eastling, Tyrone Finch, Jeremy Hall, Gary Hawes e Erik MacArthur (2007)
- Piranha 3D, regia di Alexandre Aja (2010)
- The Take Off, regia di Ryan Kalil - cortometraggio (2018)
- The Warrant, regia di Brent Christy (2020)

### Televisione
- Threshold – serie TV, 1 episodio (2005)
- Everwood – serie TV, 7 episodi (2005-2006)
- Gli esploratori del tempo (Minutemen), regia di Lev L. Spiro – film TV (2008)
- Numb3rs – serie TV, 1 episodio (2008)
- Senza traccia (Without a Trace) – serie TV, 1 episodio (2008)
- CSI: Miami – serie TV, 1 episodio (2008)
- The Vampire Diaries – serie TV, 133 episodi (2009-2017)
- Chicago Fire – serie TV, 25 episodi (2015-2016)
- Chicago P.D. – serie TV, 3 episodi (2016)
- Aria di primavera (Home by Spring), regia di Dwight H. Little – film TV (2018)
- Legacies – serie TV, 1 episodio (2018)
- Medal of Honor – serie TV documentaristica, 1 episodio (2018)

## Doppiatori italiani
Nelle versioni in italiano delle opere in cui ha recitato, Steven R. McQueen viene doppiato da:
- Alessio Puccio in The Vampire Diaries, Chicago Fire, Chicago P.D., Legacies, Aria di primavera
- Fabrizio De Flaviis in Senza traccia, Piranha 3D
- Flavio Aquilone in CSI: Miami, Gli esploratori del tempo
- Alessio De Filippis in Everwood

## Riconoscimenti
- 2007 – Beverly Hills Film Festival
  - Miglior attore per Club Soda
- 2013 – Teen Choice Awards
  - Nomination Choice TV: Male Scene Stealer per The Vampire Diaries